# 시리아국
시리아국(프랑스어: État de Syrie, 아랍어: دولة سورية)은 알레포국과 다마스쿠스국이 통합하여 세워진 지역이다. 프랑스 위임통치령 시리아 내에 위치하였으며 시리아 공화국 성립의 기반이 되었다.

## 시리아의 연방화와 시리아국
1922년 6월 22일 앙리 구로 장군은 다마스쿠스국과 알레포국, 알라위국을 포함한 시리아 연방을 발표했다. 하지만 그 후 1924년에 알라위국은 연방에서 다시 분리되었다. 그리고 시리아 연방은 1924년 12월 1일 시리아국이 되었다.

## 같이 보기
- 프랑스 식민 제국